# Gołąb krótkodzioby polski
Gołąb krótkodzioby polski - szek, staluch; rasa gołębia wyhodowana w drugiej połowie XIX wieku przez hodowców z południowo-wschodniej Polski. Uszlachetnienie tej rasy nastąpiło w pierwszej połowie XX wieku, przez hodowców z rejonu Lwowa. Obecnie rasa jest hodowana na terenie całego kraju.
BudowaGołąb krótkodzioby polski jest ptakiem o drobnej, delikatnej i zwartej budowie. Jego rozmiary są małe, posiada wysokie czoło, krótki i mocny dziób oraz duże i jasne oczy oraz szerokie brwi.
Odmiany barwne:biały, czarny, czerwony, kawowy, niebieski z pasami, żółty, szymel (mozaikowy biało-szaro-siwy).